# Васепієво
Васепі́єво (рос. Васепиево) — присілок у складі Ярського району Удмуртії, Росія.

## Населення
Населення — 55 осіб (2010, 111 у 2002).
Національний склад станом на 2002 рік:
- удмурти — 64 %
- бесерм'яни — 34 %